# 푸어
푸어(스코틀랜드 게일어: fuath [fuə]), 복수형 푸어한(독일어: fuathan)은 스코틀랜드 게일어로 직역하면 "증오(hate)"라는 뜻이다. 고지 스코틀랜드에서 강, 바다, 호소 등에 사는 물의 정령들 중 악의적인 부류를 푸어라 일컫는다. "푸어"라는 말은 베히르, 펠라드, 우리스크 등을 가리키는 집합적인 표현이다. 고지 스코틀랜드 게일 민속에서의 "푸어"는 저지 스코틀랜드 게르만 민속의 "켈피"와 유사하게 사용된다.
외모는 다양한데, 대개 등에 노란색 털이 텁수룩하게 갈기처럼 자라 있고 발가락에 물갈퀴가 있으며 가시 돋친 꼬리가 있고 코가 없다. 녹색 옷가지를 걸치는데 옷가지는 드레스, 로브, 커틀 등 무엇이든 될 수 있다.
푸어는 때때로 인간(대개 여자)과 통혼하기도 하는데, 이렇게 해서 푸어와 인간 여자 사이에 태어난 자식은 갈기, 꼬리, 물갈퀴를 가지고 있다. 약점은 태양빛과 강철붙이로, 이것들은 푸어를 즉사시킬 수 있다.
다른 표현으로는 아라흐드(스코틀랜드 게일어: Arrachd)라고도 한다.